# Jacob de Vries (1904-1974)

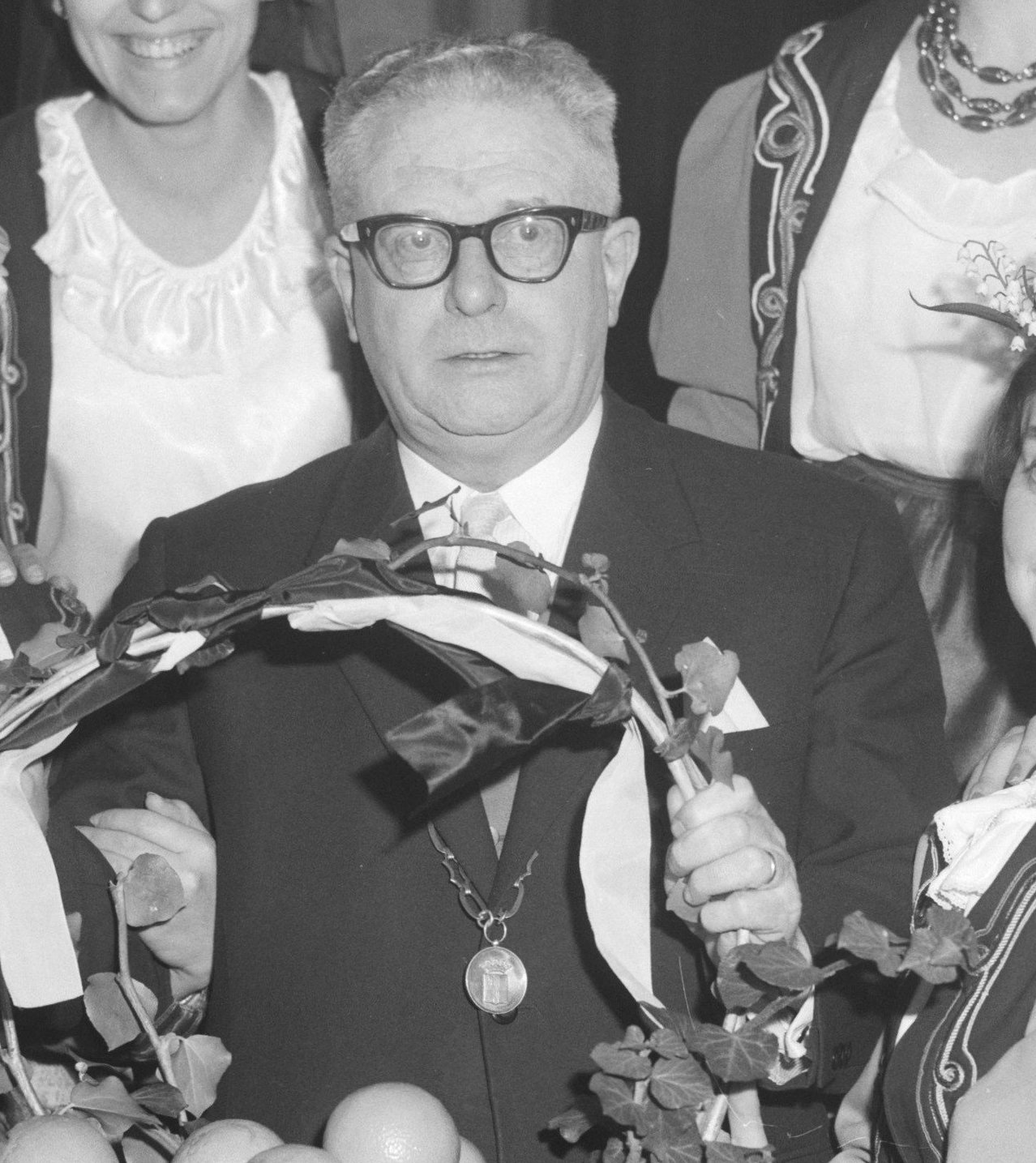
Burgemeester J. de Vries (1963)

Jacob de Vries (14 juni 1904 – 9 november 1974) was een Nederlands politicus.
Hij was aanvankelijk tabaksplanter in Deli en is daarna afgestudeerd in de rechten aan de Rijksuniversiteit Leiden. Vervolgens werd hij volontair bij de gemeentesecretarie van Rijssen waarna hij ging werken bij de provinciale griffie in Arnhem. In december 1943 werd hij de burgemeester van Druten als opvolger van J.A.M. Bruineman die bijna een half jaar eerder ontslagen was. Na de bevrijding van Druten in oktober 1944 keerde Bruineman terug als burgemeester van Druten waarop De Vries waarnemend burgemeester van Horssen en Bergharen werd. Na het overlijden van Bruineman werd De Vries in 1946 opnieuw benoemd tot burgemeester van Druten. Van 1959 tot zijn pensionering in 1969 was De Vries burgemeester van Oldenzaal. Eind 1974 overleed hij op 70-jarige leeftijd.